# 約翰·霍普金斯大學應用物理實驗室
約翰霍普金斯大學應用物理實驗室（英語：Johns Hopkins University Applied Physics Laboratory, APL）是位於美國馬里蘭州霍華德郡的一個非營利的大學附屬研究中心，員工7,800人。應用物理實驗室是美國政府的其中一家國防合約商，是美國國防部、美国国家航空航天局等聯邦政府機關的技術提供單位。應用物理實驗室是一個技術研究和開發單位，而非約翰霍普金斯大學的學術單位。
小行星132524命名為APL表示對應用物理實驗室的尊敬。

## 文化作品中的引用
應用物理實驗室在湯姆·克蘭西的小說《愛國者遊戲》、《老虎牙》和《冷血悍將》中被提及。

## 外部連結
- APL home page （页面存档备份，存于）

39°09′55″N 76°53′50″W / 39.16528°N 76.89722°W